# 多丘歯目
多丘歯目（たきゅうしもく、Multituberculata）は哺乳類の中でも非常に長い間栄えてきた大きな系統だったが、第三紀中頃には完全に死に絶えてしまった。

## 歴史
1億年を越えて栄え続け、齧歯目と同様に最も成功した哺乳類であったと考えられている。ジュラ紀中期に出現した彼らは白亜紀の大量絶滅を生き残るも、3500万年前の漸新世前期に絶滅した。

## 分布
南アメリカでの僅かな例外を除き、多丘歯目の分布は北半球でしか知られていない。南半球に分布するグループ、ゴンドワナテリウム亜目はかつて多丘歯目に入ると思われていたが、今日ではその根拠は薄い。
白亜紀後期には多丘歯目は北半球に様々な種が分布し、典型的な動物相の哺乳類種の半数以上を占めていた。いくつかの系統は白亜紀の終わりに絶滅したものの、K/Pg境界を越え、暁新世に多様性の頂点に達した。彼らはヨーロッパと北アメリカでは暁新世のほぼ全ての間、アジアでは暁新世後期の頃、動物相の大部分を占めていた。その大きさも非常に小さなマウス大からビーバー大まで様々だった。

## 特徴
多丘歯目の骨盤の構造から言える事は彼らの仔が今日の有袋類の様に未熟な状態で生れてくることである。名前の由来はその丘歯にあり、多くの歯尖が列をなしてあることから付いた。他に下の切歯が一対あり、犬歯はない（今日の齧歯類のように）。多丘歯目は今日のリスの様に樹木に棲んだ最初の哺乳類であった。

## 分類
ランブドプサリス、プティロドゥス、メニスコエッススなど80の属が知られている。
2001年のキエラン＝ヤヴォロフスカとフルムの調査によれば、多丘歯目はプラギオラキド亜目 (Plagiaulacida) とキモロドン亜目 (Cimolodonta) の二つの亜目に分かれる。例外的にアルギンバータル属は二つの特徴を共有する。
プラギオラキド亜目は側系統群で、祖先とその子孫全てから成るわけではない非公式な分類群であり、より原始的な多丘歯目と考えられている。年代的に見るとジュラ紀中頃から白亜紀後期まで続いた。このグループは更に非公式な3つのグループ (Allodontid line, Paulchoffatiid line, the Plagiaulacid line) に分かれる。
キモロドン亜目は単系統群である。より進化した多丘歯目であり、白亜紀後期から始新世まで見られる。
ジャドクタテリウム上科、タエニオラビス上科、プティロドゥス上科およびパラキメクソミス類の分類が認められている。
加えてキモロミス科、ボフィウス科、エウコスモドン科、コガイオノン科、ミクロコスモドン科およびウズベクバータル属とウィリドミス属があり、これらの正確な位置づけは今後の発見・調査が待たれる。